# Andy Cohen
Andrew Joseph Cohen (n. 2 iunie 1968) este un producător, gazdă TV, prezentator de radio și scriitor american.
Este producătorul executiv și prezentatorul principal al francizei The Real Housewives, cât și gazda talk-show-ului de noapte Watch What Happens Live with Andy Cohen.

## Copilăria
Andy Cohen s-a născut pe 2 iunie 1968, în Saint Louis, Missouri. Este copilul lui Evelyn și Lou Cohen. Are o soră, Emily Rosenfeld. Cohen provine dintr-o familie de evrei cu rădăcini din Polonia, Rusia și Lituania. A absolvit liceul Clayton High School în 1986. Urmează să studieze la Universitatea Boston, unde devine redactorul revistei universității, The Daily Free Press. Devine licențiat în jurnalism. Ulterior, face stagii la CBS News alături de Julie Chen, care lucra, de asemenea, ca stagiară.

## Cariera
Cohen și-a început cariera în televiziune ca stagiar la CBS News. A petrecut 10 ani în cadrul televiziunii, ocupând în cele din urmă funcția de producător senior al emisiunii The Early Show, producător pentru 48 Hours și producător pentru CBS This Morning. S-a alăturat rețelei de televiziune Trio în 2000, devenind ulterior vicepreședinte al programelor originale la Bravo în 2004, când postul a cumpărat Trio. Tot în 2004, Cohen câștigă premiul Peabody în calitate de producător executiv al documentarului The N-Word.
Cohen a fost prezentator al emisiunilor Today și Morning Joe, și a fost co-prezentator la Live! with Kelly, și The View. A avut diverse apariții ca invitat la alte talk-show-uri. A avut mai multe apariții ca invitat în emisiuni de televiziune jucându-se pe el însuși, cum ar fi The Comeback și Saturday Night Live. În vara anului 2009, Cohen a început să găzduiască o emisiune de televiziune săptămânală la miezul nopții, Watch What Happens Live. Emisiunea a fost ulterior extinsă într-un show late-night.
Autobiografia lui Cohen, Most Talkative, lansată în mai 2012, a devenit New York Times Best Seller în categoriile hardcover, paperback și non-ficțiune. 
La 15 august 2013, a refuzat să co-prezinte concursul Miss Universe din Rusia, din cauza adoptării recente de către această țară a unor legi anti-gay. Înainte de aceasta, a prezentat Miss USA 2011 și Miss USA 2012. În martie 2014, l-a interpretat un zeu în videoclipul lui Lady Gaga pentru piesa G.U.Y..
În data de 4 februarie 2022, Andy Cohen a fost onorat cu o stea pe Hollywood Walk of Fame. La ceremonia de premiere au participat, alături de familia gazdei TV, cântărețul John Mayer și actrițele Lisa Rinna și Garcelle Beauvais.

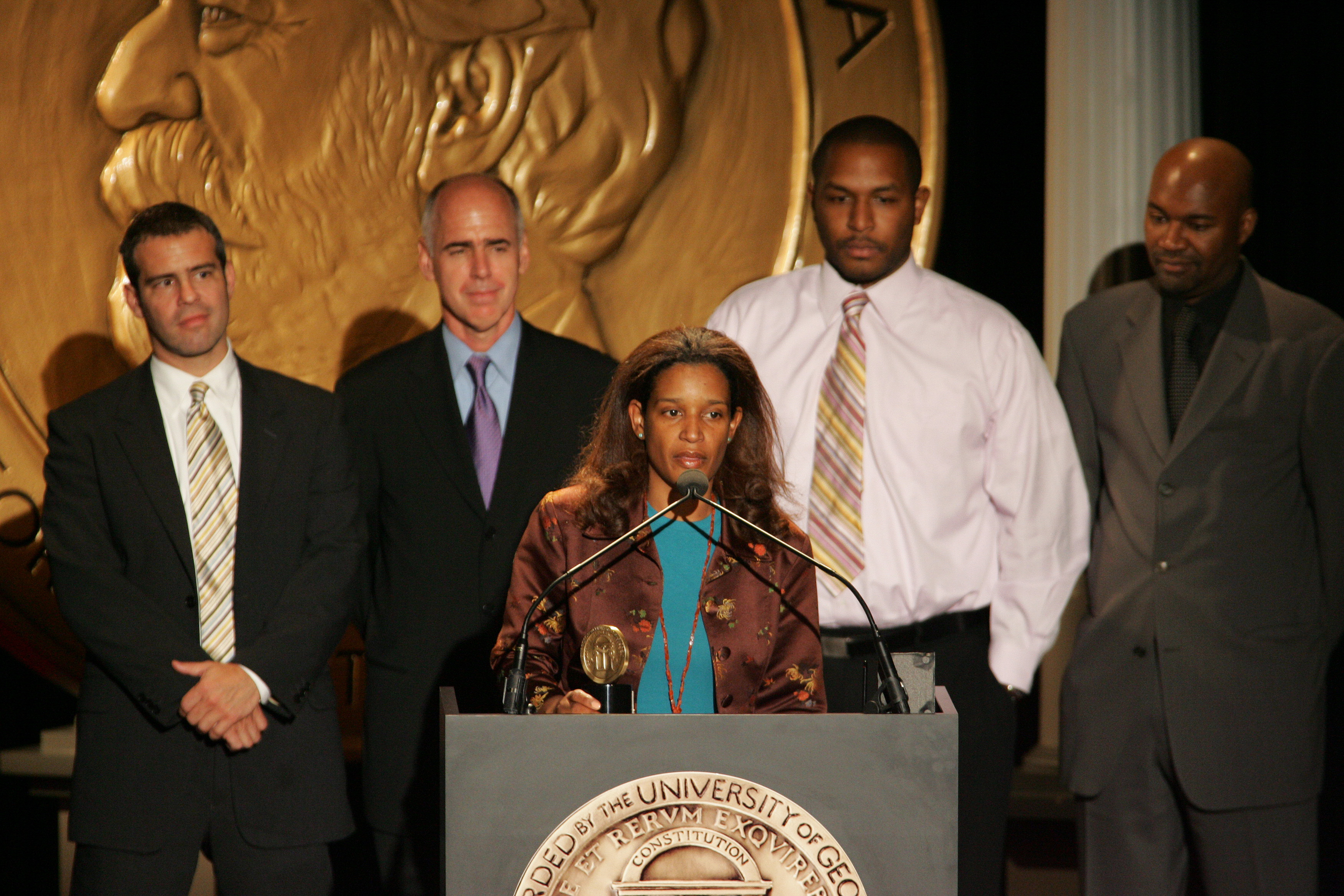
Cohen și creatorii documentarului The N-Word la Premiile Peabody, 2005

## Viață personală
Cohen este primul homosexual declarat ce găzduiește un talk-show american de noapte. În decembrie 2018, a anunțat public că va deveni tată, via surogat. Fiul lui Cohen, Benjamin Allen Cohen, s-a născut pe 4 februarie 2019. Fiica lui Cohen, Lucy Eve Cohen, s-a născut pe 29 aprilie 2022.
Cohen este un fan înrăit al echipelor St. Louis Cardinals și St. Louis Blues.

## Filmografie
| An           | Titlu                                          | Rol                        | Note                                                      |
| ------------ | ---------------------------------------------- | -------------------------- | --------------------------------------------------------- |
| 2004         | Totul despre sex (serial)                      | Vânzător de pantofi        | Episod: "Let There Be Light"                              |
| 2009–prezent | Watch What Happens Live with Andy Cohen        | Gazdă, producător executiv | [ 16 ]                                                    |
| 2013         | Below Deck                                     | Prezentator                |                                                           |
| 2014         | Alpha House                                    | El însuși                  | Episod: "There Will Be Water"                             |
| 2014         | The Comeback                                   | El însuși                  | Episod: "Valerie Makes a Pilot"                           |
| 2014         | Sesame Street                                  | El însuși                  | [ 19 ]                                                    |
| 2015         | Lip Sync Battle                                | El însuși                  | Episod: "Willie Geist vs. Andy Cohen"                     |
| 2016         | Inside Amy Schumer                             | El însuși                  | Episod: "Rubbing Our Clips"                               |
| 2016         | Nightcap                                       | El însuși                  | Premiera                                                  |
| 2017         | Unbreakable Kimmy Schmidt                      | El însuși                  | Episod: "Kimmy and the Trolley Problem"                   |
| 2017         | Difficult People                               | El însuși                  | Episod: "The Silkwood"                                    |
| 2017 - 2018  | New Year's Eve Live (CNN și CNN International) | El însuși                  | Prezentat cu Anderson Cooper                              |
| 2018         | RuPaul's Drag Race (season 10, 2nd episode)    | El însuși                  | Episod: "PharmaRusical"                                   |
| 2018         | Riverdale                                      | El însuși                  | Episod: "Primary Colors"                                  |
| 2018 - 2019  | New Year's Eve Live (CNN și CNN International) | El însuși                  | Prezentat cu Anderson Cooper                              |
| 2019         | The Other Two                                  | El însuși                  | Episod: "Chase Shoots a Music Video"                      |
| 2019 - 2020  | New Year's Eve Live (CNN și CNN International) | El însuși                  | Prezentat cu Anderson Cooper                              |
| 2020         | Who Wants To Be A Millionaire?                 | El însuși                  | Episod: "In The Hot Seat: Anderson Cooper and Andy Cohen" |
| 2020         | The Not-Too-Late Show with Elmo                | El însuși                  | Episod: "Andy Cohen/Josh Groban"                          |
| 2020 - 2021  | New Year's Eve Live (CNN și CNN International) | El însuși                  | Prezentat cu Anderson Cooper                              |
| 2021         | For Real: The Story of Reality Tv              | El însuși                  |                                                           |